# Tula (Itálie)
Tula (sardinsky: Tùla) je italská obec (comune) v provincii Sassari v regionu Sardinie. Nachází se ve výšce 275 metrů nad mořem a má přibližně 1 400 obyvatel. Rozloha obce je 66,19 km².